# Guida dei Monti d'Italia

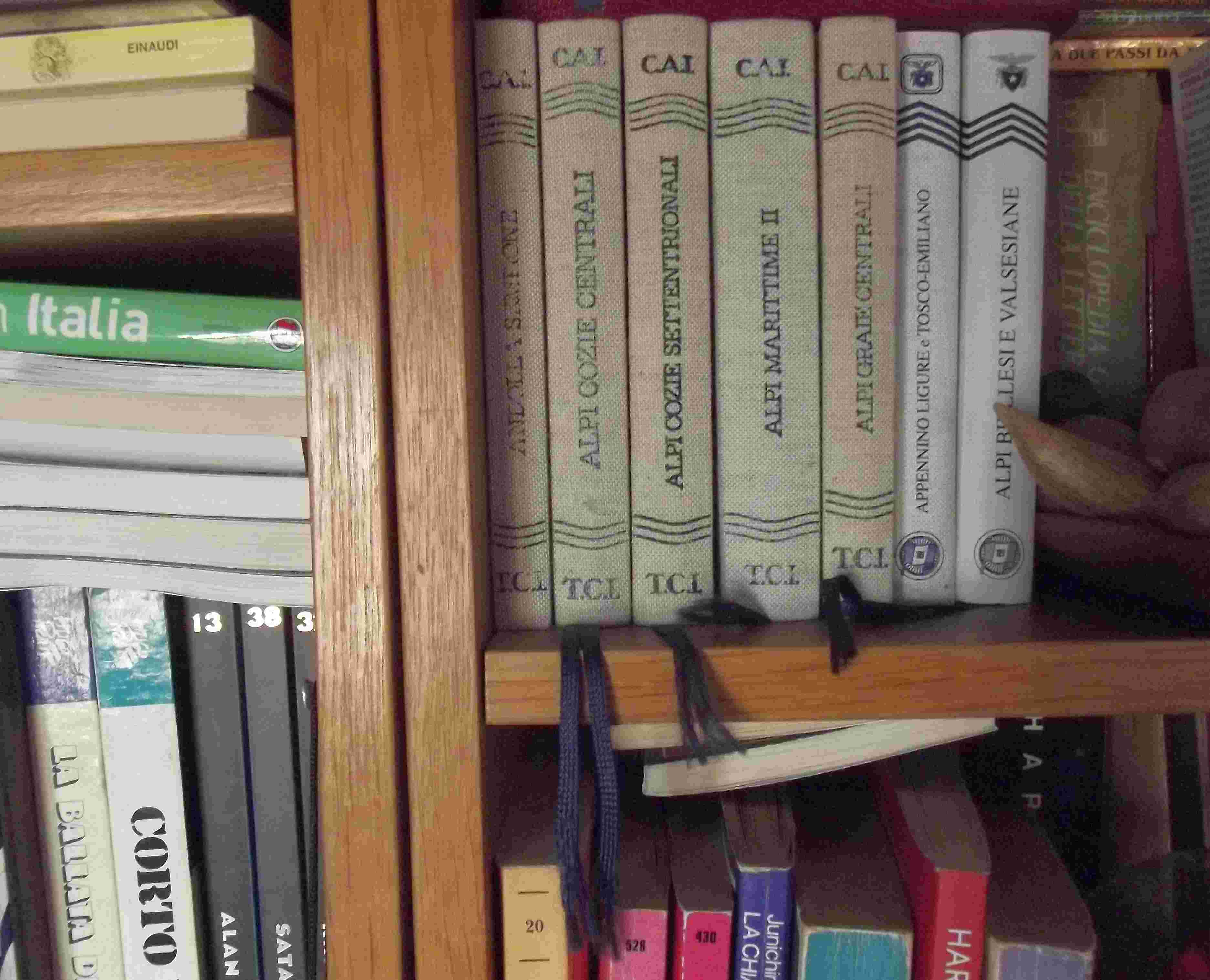
Alcuni volumi della collana.

La Guida dei monti d'Italia è una collana di libri pubblicata in due serie, dal 1908 al 1932 e poi dal 1934 al 2013, dal Club Alpino Italiano e dal Touring Club Italiano. 

## Storia
La stesura dei molti volumi che compongono la collana richiese un imponente lavoro di redazione e numerosissime rilevazioni dirette, e questa diventò un riferimento per gli appassionati e i professionisti del settore. L'opera nel suo complesso viene considerata monumentale, e lo scrittore Dino Buzzati la definì una ardua e ammirevole impresa. Si tratta del miglior esempio in Italia di guida alpinistica "sistematica", cioè che descrive, nella misura del possibile, tutte le vie di salita e le caratteristiche delle aree montuose trattate.  Nel 2007, dopo la morte Gino Buscaini che ne aveva coordinato per lungo tempo l'attività editoriale e le dimissioni di Silvia Metzeltin, che era succeduta al marito, vari esperti del settore indirizzarono alla presidenza del Club Alpino Italiano un appello per "salvare la collana" e per rilanciarla grazie a un nuovo accordo CAI/TCI. L'opera venne in effetti completata nel 2013 con la pubblicazione del suo ultimo volume, quello sulle Alpi biellesi e valsesiane. Moltissimi alpinisti e appassionati tuttora ne possiedono e consultano i volumi relativi alle zone di proprio interesse. Alcuni dei vecchi volumi sono però ormai quasi introvabili o risultano in parte obsoleti, e non ne esistono aggiornamenti.

## Libri presenti nella collana I serie
| Titolo/Edizione                                  | Anno | Autore/i                           | Note |
| ------------------------------------------------ | ---- | ---------------------------------- | --- |
| Le Alpi Marittime                                | 1908 | Giovanni Bobba                     | |
| Alpi Retiche occidentali                         | 1911 | Brasca, Silvestri, Balabio e Corti | |
| La Regione dell'Ortler                           | 1915 | Aldo Bonacossa                     | Distribuito dopo la fine della guerra |
| Gruppo della Presanella (fascicolo)              | 1916 | Gualtiero Laeng                    | Parte pubblicata di un volume Adamello-Presanella che mai vide la luce, distribuito dopo la fine della guerra                                                                                      |
| Sottogruppo Lares-Carè Alto (fascicolo)          | 1917 | Gualtiero Laeng                    | Parte pubblicata di un volume Adamello-Presanella che mai vide la luce, distribuito dopo la fine della guerra                                                                                      |
| Alpi Cozie Settentrionali, Parte I               | 1923 | Eugenio Ferreri                    | |
| Alpi Cozie Settentrionali, Parte II - Sezione I  | 1926 | Eugenio Ferreri                    | |
| Alpi Cozie Settentrionali, Parte II - Sezione II | 1927 | Eugenio Ferreri                    | |
| Dolomiti di Brenta                               | 1926 | Pino Prati                         | |
| Dolomiti Orientali                               | 1928 | Antonio Berti                      | Promosso dalla Sezione di Venezia del C.A.I., venne presentato come seconda edizione de Le Dolomiti del Cadore che, prima guida italiana delle Dolomiti, Berti aveva pubblicato a Verona nel 1908. |
| Tricorno (fascicolo)                             | 1930 | Carlo Chersi                       | Alpi Giulie |
| Guida del Gruppo del Montasio (fascicolo)        | 1932 | Vladimiro Dougan e Antonio Marussi | Alpi Giulie |

## Libri presenti nella collana II serie
| Titolo/Edizione                                                          | Anno | Autore/i                                                     | N° in | Anno di ristampa | Validità | Note |
| ------------------------------------------------------------------------ | ---- | ------------------------------------------------------------ | ----- | ---------------- | -------- | --- |
| Alpi Liguri                                                              | 1981 | Euro Montagna e Lorenzo Montaldo                             | 1     |                  | Corrente | con dedica |
| Alpi Marittime                                                           | 1934 | Attilio Sabbadini                                            | 2     |                  | Superata | |
| Alpi Marittime, vol. I, 2ª ed.                                           | 1984 | Euro Montagna, Lorenzo Montaldo e Francesco Salesi           | 2     |                  | Corrente | con dedica |
| Alpi Marittime, vol. II, 2ª ed.                                          | 1990 | Euro Montagna, Lorenzo Montaldo e Francesco Salesi           | 3     |                  | Corrente | con dedica |
| Monte Viso - Alpi Cozie Meridionali                                      | 1987 | Michelangelo Bruno                                           | 4     | 1998             | Corrente | |
| Monte Viso - Alpi Cozie Meridionali                                      | 1987 | Michelangelo Bruno                                           | 4     |                  | Corrente | |
| Alpi Cozie Centrali                                                      | 1982 | Eugenio Ferreri                                              | 5     |                  | Corrente | |
| Alpi Cozie Settentrionali                                                | 1985 | Roberto Aruga, Pietro Losana e Alberto Re                    | 6     |                  | Corrente | |
| Alpi Graie Meridionali                                                   | 1980 | Giulio Berutto e Lino Fornelli                               | 7     |                  | Corrente | |
| Aggiornamento alla guida del Gran Paradiso, 2ª ed.                       | 1964 | Renato Chabod e Piero Falchetti                              | 8     |                  | Superata | Edito a cura del C.A.I., copertina in brossura |
| Gran Paradiso                                                            | 1939 | Emanuele Andreis, Renato Chabod e Mario C. Santi             | 8     |                  | Superata | |
| Gran Paradiso / Parco Nazionale, 2ª ed.                                  | 1963 | Emanuele Andreis, Renato Chabod e Mario C. Santi             | 8     |                  | Superata | |
| Gran Paradiso / Parco Nazionale, 3ª ed.                                  | 1980 | Emanuele Andreis, Renato Chabod e Mario C. Santi             | 8     |                  | Corrente | |
| Emilius Rosa dei Banchi                                                  | 2005 | Giulio Berutto e Lino Fornelli                               | 9     |                  | Corrente | |
| Alpi Graie Centrali                                                      | 1985 | Alessandro Giorgetta                                         | 10    |                  | Corrente | |
| Monte Bianco, vol. I                                                     | 1963 | Renato Chabod, Lorenzo Grivel e Silvio Saglio                | 11    | 1974             | Superata | con dedica |
| Monte Bianco, vol. I                                                     | 1963 | Renato Chabod, Lorenzo Grivel e Silvio Saglio                | 11    |                  | Superata | con dedica |
| Monte Bianco, vol. I                                                     | 1963 | Renato Chabod, Lorenzo Grivel e Silvio Saglio                | 11    | 1979             | Superata | con dedica |
| Monte Bianco, vol. I, 2ª ed.                                             | 1994 | Gino Buscaini                                                | 11    | 1995             | Corrente | copertina in canapa |
| Monte Bianco, vol. I, 2ª ed.                                             | 1994 | Gino Buscaini                                                | 11    |                  | Corrente | |
| Monte Bianco, vol. II                                                    | 1968 | Renato Chabod, Lorenzo Grivel, Silvio Saglio e Gino Buscaini | 12    | 1983             | Corrente | |
| Monte Bianco, vol. II                                                    | 1968 | Renato Chabod, Lorenzo Grivel, Silvio Saglio e Gino Buscaini | 12    |                  | Corrente | |
| Monte Bianco, vol. II                                                    | 1968 | Renato Chabod, Lorenzo Grivel, Silvio Saglio e Gino Buscaini | 12    | 1976             | Corrente | |
| Monte Bianco, vol. II                                                    | 1968 | Renato Chabod, Lorenzo Grivel, Silvio Saglio e Gino Buscaini | 12    | 1980             | Corrente | |
| Alpi Pennine, vol. I                                                     | 1971 | Gino Buscaini                                                | 13    | 1983             | Corrente | |
| Alpi Pennine, vol. I                                                     | 1971 | Gino Buscaini                                                | 13    |                  | Corrente | |
| Alpi Pennine, vol. I                                                     | 1971 | Gino Buscaini                                                | 13    | 1979             | Corrente | |
| Alpi Pennine, vol. II                                                    | 1970 | Gino Buscaini                                                | 14    | 2000             | Corrente | |
| Alpi Pennine, vol. II                                                    | 1970 | Gino Buscaini                                                | 14    |                  | Corrente | |
| Alpi Pennine, vol. II                                                    | 1970 | Gino Buscaini                                                | 14    | 1987             | Corrente | |
| Monte Rosa                                                               | 1960 | Silvio Saglio e Felice Boffa                                 | 15    |                  | Superata | |
| Monte Rosa                                                               | 1960 | Silvio Saglio e Felice Boffa                                 | 15    | 1979             | Superata | |
| Monte Rosa, 2ª ed.                                                       | 1991 | Gino Buscaini                                                | 15    | 1997             | Corrente | copertina in canapa |
| Monte Rosa, 2ª ed.                                                       | 1991 | Gino Buscaini                                                | 15    | 2002             | Corrente | |
| Monte Rosa, 2ª ed.                                                       | 1991 | Gino Buscaini                                                | 15    |                  | Corrente | |
| Andolla Sempione                                                         | 1991 | Renato Armelloni                                             | 17    |                  | Corrente | |
| Alpi Lepontine / Sempione Formazza Vigezzo                               | 1986 | Renato Armelloni                                             | 18    | 1998             | Corrente | |
| Alpi Lepontine / Sempione Formazza Vigezzo                               | 1986 | Renato Armelloni                                             | 18    |                  | Corrente | |
| Prealpi Comasche Varesine Bergamasche                                    | 1948 | Silvio Saglio                                                | 19    |                  | Corrente | copertina in cartone |
| Prealpi Comasche Varesine Bergamasche                                    | 1948 | Silvio Saglio                                                | 19    |                  | Corrente | |
| Le Grigne                                                                | 1937 | Silvio Saglio                                                | 20    |                  | Superata | con e senza dedica |
| Le Grigne, 2ª ed.                                                        | 1998 | Eugenio Pesci                                                | 20    |                  | Corrente | con dedica |
| Aggiornamento alla Guida delle Alpi Orobie                               | 1969 | Ercole Martina                                               | 21    |                  | Corrente | Edito a cura del C.A.I., copertina in brossura |
| Alpi Orobie                                                              | 1957 | Silvio Saglio, Alfredo Corti e Bruno Credaro                 | 21    |                  | Corrente | |
| Mesolcina Spluga / Monti dell\'Alto Lario                                | 1999 | Alessandro Gogna e Angelo Recalcati                          | 22    |                  | Corrente | |
| Masino Bregaglia Disgrazia, vol. I, 2ª ed.                               | 1977 | Aldo Bonacossa e Giovanni Rossi                              | 23    |                  | Corrente | con dedica |
| Masino Bregaglia, Disgrazia                                              | 1936 | Aldo Bonacossa                                               | 23    |                  | Superata | con dedica |
| Masino Bregaglia Disgrazia, vol. II, 2^ ed                               | 1975 | Aldo Bonacossa e Giovanni Rossi                              | 24    |                  | Corrente | con dedica |
| Bernina                                                                  | 1959 | Silvio Saglio                                                | 25    |                  | Superata | con e senza dedica |
| Bernina, 2ª ed.                                                          | 1996 | Nemo Canetta e Giuseppe Miotti                               | 25    |                  | Corrente | con dedica |
| Prealpi Bresciane                                                        | 2004 | Fausto Camerini                                              | 26    |                  | Corrente | |
| Adamello                                                                 | 1954 | Silvio Saglio e Gualtiero Laeng                              | 27    |                  | Superata | |
| Adamello, vol. I, 2ª ed.                                                 | 1984 | Pericle Sacchi                                               | 27    |                  | Corrente | |
| Adamello, vol. I, 2ª ed.                                                 | 1984 | Pericle Sacchi                                               | 27    | 1991             | Corrente | |
| Aggiornamento alla Guida dell'Adamello                                   | 1969 | Ercole Martina                                               | 27    |                  | Superata | pubblicato come estratto sui n.ri 8 e 9 della Rivista Mensile del C.A.I. |
| Adamello, vol. II, 2ª ed.                                                | 1986 | Pericle Sacchi                                               | 28    |                  | Corrente | |
| Adamello, vol. II, 2ª ed.                                                | 1986 | Pericle Sacchi                                               | 28    | 1991             | Corrente | |
| Presanella                                                               | 1978 | Dante Ongari                                                 | 29    |                  | Corrente | con dedica |
| Presanella                                                               | 1978 | Dante Ongari                                                 | 29    | 1983             | Corrente | con dedica |
| Dolomiti di Brenta                                                       | 1949 | Ettore Castiglioni                                           | 30    |                  | Superata | |
| Dolomiti di Brenta, 2ª ed.                                               | 1977 | Gino Buscaini ed Ettore Castiglioni                          | 30    | 2000             | Corrente | |
| Dolomiti di Brenta, 2ª ed.                                               | 1977 | Gino Buscaini ed Ettore Castiglioni                          | 30    |                  | Corrente | |
| Dolomiti di Brenta, 2ª ed.                                               | 1977 | Gino Buscaini ed Ettore Castiglioni                          | 30    | 1991             | Corrente | |
| Ortles Cevedale / Parco Nazionale dello Stelvio                          | 1984 | Gino Buscaini                                                | 31    | 1997             | Corrente | copertina in canapa |
| Ortles Cevedale / Parco Nazionale dello Stelvio                          | 1984 | Gino Buscaini                                                | 31    |                  | Corrente | |
| Alpi Retiche / Cima di Piazzi - Piz Sesvenna                             | 1997 | Renato Armelloni                                             | 32    |                  | Corrente | |
| Alpi Venoste Passirie Breonie - dal Resia al Brennero                    | 1939 | Silvio Saglio                                                | 33    |                  | Corrente | con e senza dedica |
| Alpi Aurine / Brennero - Gran Pilastro Vetta d'Italia                    | 2002 | Fabio Cammelli e Werner Beikircher                           | 35    |                  | Corrente | |
| Alpi Pusteresi / Vedrette di Ries                                        | 1997 | Fabio Cammelli e Werner Beikircher                           | 36    |                  | Corrente | |
| Piccole Dolomiti - Pasubio                                               | 1978 | Gianni Pieropan                                              | 37    |                  | Corrente | |
| Lagorai Cima d'Asta                                                      | 2006 | Mario Corradini                                              | 38    |                  | Corrente | |
| Sassolungo Catinaccio Latemar                                            | 1942 | Arturo Tanesini                                              | 39    |                  | Corrente | copertina in cartone, edito come “Centro Alpinistico Italiano” e “Consociazione Turistica Italiana” |
| Sassolungo Catinaccio Latemar                                            | 1942 | Arturo Tanesini                                              | 39    | 1953             | Corrente | |
| Sassolungo / Dolomiti di Gardena e Fassa, 2ª ed.                         | 2001 | Ivo Rabanser                                                 | 40    |                  | Corrente | con dedica |
| Odle Puez / Dolomiti tra Gardena e Badia, 2ª ed.                         | 2000 | Lorenzo e Pietro Meciani                                     | 41    |                  | Corrente | con dedica |
| Odle Sella Marmolada                                                     | 1937 | Ettore Castiglioni                                           | 43    |                  | Corrente | Corrente per il settore Marmolada |
| Gruppo di Sella, 2ª ed.                                                  | 1991 | Fabio Favaretto e Andrea Zannini                             | 42    | 1997             | Corrente | copertina in canapa |
| Gruppo di Sella, 2ª ed.                                                  | 1991 | Fabio Favaretto e Andrea Zannini                             | 42    |                  | Corrente | con dedica |
| Pale di San Martino                                                      | 1935 | Ettore Castiglioni                                           | 46    |                  | Corrente | Corrente per i settori Alpi Feltrine-Feruc |
| Pale di San Martino Ovest / Dolomiti di Falcade e Primiero, 2ª ed.       | 2003 | Lucio De Franceschi                                          | 44    |                  | Corrente | |
| Pale di San Martino Est                                                  | 2009 | Lucio De Franceschi                                          | 45    |                  | Corrente | |
| Schiara                                                                  | 1982 | Piero Rossi                                                  | 47    |                  | Corrente | |
| Civetta                                                                  | 2012 | Ivo Rabanser                                                 | 48    |                  | Corrente | [ 7 ] |
| Pelmo e Dolomiti di Zoldo                                                | 1983 | Giovanni Angelini e Pietro Sommavilla                        | 49    | 1998             | Corrente | |
| Pelmo e Dolomiti di Zoldo                                                | 1983 | Giovanni Angelini e Pietro Sommavilla                        | 49    |                  | Corrente | |
| Dolomiti Orientali, vol. I - parte I, 4ª ed.                             | 1971 | Antonio Berti                                                | 50    | 1973             | Corrente | aggiornamento di Camillo Berti, Tito Berti e Carlo Gandini |
| Dolomiti Orientali, vol. I - parte I, 4ª ed.                             | 1971 | Antonio Berti                                                | 50    | 1975             | Corrente | aggiornamento di Camillo Berti, Tito Berti e Carlo Gandini |
| Dolomiti Orientali, vol. I - parte I, 4ª ed.                             | 1971 | Antonio Berti                                                | 50    | 1980             | Corrente | aggiornamento di Camillo Berti, Tito Berti e Carlo Gandini |
| Dolomiti Orientali, vol. I - parte I, 4ª ed.                             | 1971 | Antonio Berti                                                | 50    | 1999             | Corrente | aggiornamento di Camillo Berti, Tito Berti e Carlo Gandini |
| Dolomiti Orientali, vol. I - parte I, 4ª ed.                             | 1971 | Antonio Berti                                                | 50    |                  | Corrente | aggiornamento di Camillo Berti, Tito Berti e Carlo Gandini |
| Dolomiti Orientali, vol. I, 3ª ed.                                       | 1950 | Antonio Berti                                                | 50    |                  | Superata | L'autore aveva pubblicato a Verona nel 1908 la 1ª edizione italiana sulle Dolomiti Orientali e nel 1928, nella prima serie della Guida dei Monti d'Italia, la seconda; gli risultò pertanto ovvio licenziare questo volume come 3ª edizione. |
| Dolomiti Orientali, vol. I, 3ª ed. con aggiornamenti inseriti nel volume | 1956 | Antonio Berti                                                | 50    |                  | Superata | aggiornamenti inseriti nel volume |
| Dolomiti Orientali, vol. I, aggiornamenti alla 3ª edizione               | 1956 | Antonio Berti                                                | 50    |                  | Superata | fascicolo di aggiornamento |
| Dolomiti Orientali, vol. I - parte II, 4ª ed.                            | 1973 | Antonio Berti                                                | 51    |                  | Corrente | aggiornamento di Camillo Berti, Tito Berti e Carlo Gandini |
| Dolomiti Orientali, vol. I - parte II, 4ª ed.                            | 1973 | Antonio Berti                                                | 51    | 1976             | Corrente | aggiornamento di Camillo Berti, Tito Berti e Carlo Gandini |
| Dolomiti Orientali, vol. II, 3ª ed.                                      | 1961 | Antonio Berti                                                | 52    |                  | Superata | opera postuma, in carta normale |
| Dolomiti Orientali, vol. II, 3ª ed.                                      | 1961 | Antonio Berti                                                | 52    |                  | Superata | opera postuma, in carta sottile |
| Dolomiti Orientali, vol. II, 3ª ed.                                      | 1961 | Antonio Berti                                                | 52    | 1974             | Superata | |
| Dolomiti Orientali, vol. II, 4ª ed.                                      | 1982 | Antonio e Camillo Berti                                      | 52    | 2000             | Corrente | |
| Dolomiti Orientali, vol. II, 4ª ed.                                      | 1982 | Antonio e Camillo Berti                                      | 52    |                  | Corrente | |
| Alpi Carniche                                                            | 1954 | Ettore Castiglioni                                           | 53    |                  | Superata | |
| Alpi Carniche, vol. I, 2ª ed.                                            | 1988 | Attilio De Rovere e Mario Di Gallo                           | 53    |                  | Corrente | |
| Alpi Carniche, vol. I, 2ª ed.                                            | 1988 | Attilio De Rovere e Mario Di Gallo                           | 53    | 1989             | Corrente | |
| Alpi Carniche, vol. II, 2ª ed.                                           | 1995 | Attilio De Rovere e Mario Di Gallo                           | 54    |                  | Corrente | Il titolo su dorso ha il verso di lettura invertito |
| Alpi Giulie                                                              | 1974 | Gino Buscaini                                                | 55    |                  | Corrente | |
| Alpi Giulie                                                              | 1974 | Gino Buscaini                                                | 55    | 1989             | Corrente | |
| Alpi Giulie Italiane e Slovene                                           | 1974 | Gino Buscaini                                                | 55    | 2000             | Corrente | |
| Alpi Apuane                                                              | 1958 | Angelo Nerli e Attilio Sabbadini                             | 56    |                  | Superata | |
| Alpi Apuane, 2ª ed.                                                      | 1979 | Euro Montagna, Angelo Nerli ed Attilio Sabbadini             | 56    | 1998             | Corrente | |
| Alpi Apuane, 2ª ed.                                                      | 1979 | Euro Montagna, Angelo Nerli ed Attilio Sabbadini             | 56    |                  | Corrente | |
| Alpi Apuane, 2ª ed.                                                      | 1979 | Euro Montagna, Angelo Nerli ed Attilio Sabbadini             | 56    | 1989             | Corrente | |
| Appennino Ligure e Tosco-Emiliano                                        | 2003 | Marco Salvo e Daniele Canossini                              | 57    |                  | Corrente | |
| Appennino Centrale                                                       | 1955 | Carlo Landi Vittorj                                          | 58    |                  | Superata | |
| Appennino Centrale, vol. I, 2ª ed.                                       | 1989 | Rodolfo Landi Vittorj                                        | 58    |                  | Corrente | |
| Gran Sasso d'Italia                                                      | 1943 | Carlo Landi Vittorj e Stanislao Pietrostefani                | 60    |                  | Superata | copertina in cartone |
| Gran Sasso d'Italia, 2ª ed.                                              | 1962 | Carlo Landi Vittorj e Stanislao Pietrostefani                | 60    |                  | Superata | |
| Gran Sasso d'Italia, 3ª ed.                                              | 1972 | Carlo Landi Vittorj e Stanislao Pietrostefani                | 60    |                  | Superata | |
| Gran Sasso d'Italia, 3ª ed.                                              | 1972 | Carlo Landi Vittorj e Stanislao Pietrostefani                | 60    | 1976             | Superata | |
| Gran Sasso d'Italia, 3ª ed.                                              | 1972 | Carlo Landi Vittorj e Stanislao Pietrostefani                | 60    | 1982             | Superata | |
| Gran Sasso d'Italia, 4ª ed.                                              | 1992 | Luca Grazzini e Paolo Abbate                                 | 60    | 1995             | Corrente | |
| Gran Sasso d'Italia, 4ª ed.                                              | 1992 | Luca Grazzini e Paolo Abbate                                 | 60    |                  | Corrente | |
| Appennino meridionale. Campania Basilicata Calabria                      | 2010 | Luigi Ferranti                                               | 61    |                  | Corrente | |
| Sicilia                                                                  | 2001 | Giuseppe Maurici e Roby Manfrè Scuderi                       | 62    |                  | Corrente | con dedica |
| Sardegna                                                                 | 1997 | Maurizio Oviglia                                             | 63    |                  | Corrente | con dedica |
| Alpi biellesi e valsesiane                                               | 2013 | Alessandro Castello, Elio Protto e Sandro Zoia               | 16    |                  | Corrente | |